# RNF MotoGP Racing
RNF MotoGP Racing is een Maleisisch motorsportteam. Het team neemt vanaf 2022 deel aan de MotoGP-klasse van het wereldkampioenschap wegrace. Het dient als satellietteam van Yamaha en doet vanwege sponsorverplichtingen mee onder de naam WithU Yamaha RNF MotoGP Team.

## Geschiedenis
Het team is ontstaan uit de resten van het SIC Racing Team, dat sinds 2014 deelnam aan de MotoE, Moto3, Moto2 en MotoGP-klassen van het wereldkampioenschap wegrace. Dit team was eigendom van het Sepang International Circuit en werd bestuurd door Razlan Razali, voorzitter van het circuit, en voormalig coureurs Johan Stigefelt en Wilco Zeelenberg. Tijdens het seizoen 2021 liet hoofdsponsor Petronas weten dat zij aan het eind van het jaar zouden stoppen met het steunen van het team, en korte tijd later liet het team weten dat zij zich aan het eind van het jaar tevens terug zou trekken uit alle klassen. Razali en Stigefelt namen het team vervolgens over, waarna rechtenhouder Dorna Sports hen liet weten dat zij in ieder geval tot 2026 een gegarandeerde plaats op de grid zouden hebben. Stigefelt zou korte tijd later het team weer verlaten. De naam RNF is afkomstig van de achternaam van Razali en de eerste letters van de namen van zijn kinderen.
In 2022 neemt RNF Racing deel aan de MotoGP, waarbij zij een aantal dingen overnamen van SRT. Andrea Dovizioso neemt deel op een fabrieksmachine van Yamaha, terwijl Darryn Binder, die de overstap maakt vanuit het Moto3-team van SRT, op een Yamaha uit 2021 rijdt. Daarnaast nam het team ook de MotoE-inschrijving van SRT over, met Niccolò Canepa en Bradley Smith als coureurs.